# Saulieu
Saulieu [soljø] ist eine zentralfranzösische Gemeinde mit 2.269 Einwohnern (Stand: 1. Januar 2022) im Département Côte-d’Or in der Region Bourgogne-Franche-Comté in der Kulturregion Burgund. Sie gehört zum Arrondissement Montbard und ist Verwaltungssitz des Gemeindeverbands Communauté de communes de Saulieu-Morvan. Die Bewohner werden Sédélociens und Sédélociennes genannt.
Saulieu liegt inmitten eines alten Weinbaugebietes und ist heute vor allem als Standort von Lokalen der Spitzengastronomie bekannt.
Die Gemeinde erhielt 2023 die Auszeichnung „Zwei Blumen“, die vom Conseil national des villes et villages fleuris (CNVVF) im Rahmen des jährlichen Wettbewerbs der blumengeschmückten Städte und Dörfer verliehen wird.

## Geografie

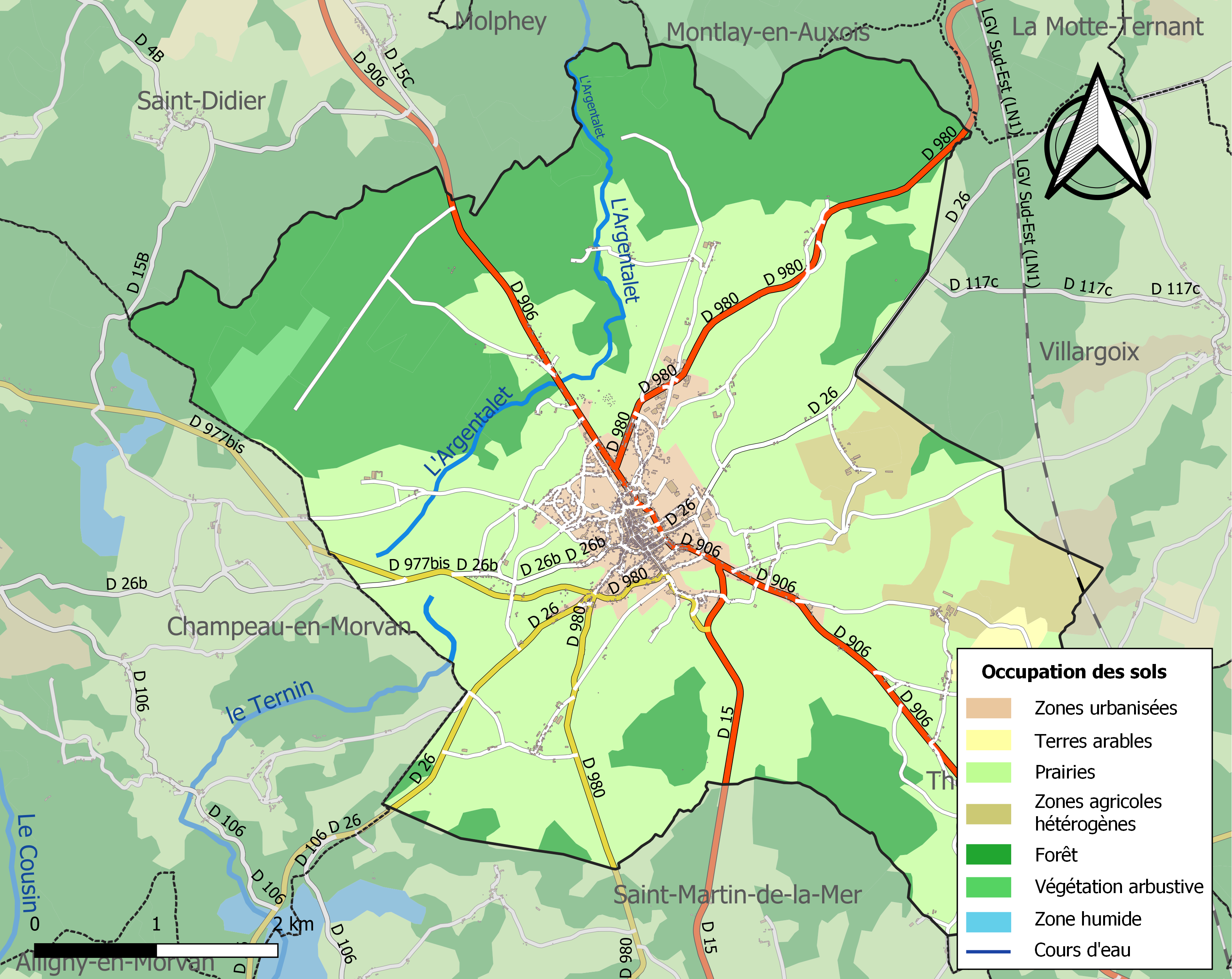
Bodennutzung, Hydrografie und Infrastruktur der Gemeinde (2018)

Saulieu liegt im Granitmassiv Morvan, etwa 62 Kilometer westlich von Dijon und etwa 39 Kilometer südlich von Montbard. Die Gemeinde befindet sich im Regionalen Naturpark Morvan in den Einzugsgebieten der Seine und der Liore. Saulieu liegt auf einer Anhöhe von etwa 540 m. Kein Wasserlauf durchquert das Zentrum der Stadt. Im Süden entspringt der Ruisseau de la Prée. Das Flüsschen La Baigne dient als Grenze der Gemeinde im Südosten, und ihr linker Nebenfluss, der Ruisseau de la Come au Fou, durchquert die Südspitze der Gemeinde von West nach Ost. Der Ruisseau de Saulieu beginnt am Fuße des Zentrums der Gemeinde und fließt nach Osten, um sich auch im benachbarten Villargoix mit der Baigne zu vereinen. Im Nordosten speist der Ruisseau de Champmonin den Étang de la Préamée, bevor er die Gemeinde in Richtung Villargoix verlässt. Der Argentalet entspringt westlich des Stadtzentrums und fließt nach Norden, speist vier Teiche.
Das Gebiet von Saulieu ist Teil des Natura 2000-Schutzgebiets „Milieux humides, forêts, pelouses et habitats à Chauves-souris du Morvan“ (FR2600987) und von sechs ZNIEFF-Naturzonen. Etwa 60 % der Fläche der Gemeinde werden landwirtschaftlich genutzt (Grünland oder Kulturboden), etwa ein Drittel ist bewaldet, insbesondere im nördlichen Gemeindegebiet.
Umgeben wird Saulieu von den sieben Nachbargemeinden:
| Saint-Didier       |                                             | Montlay-en-Auxois           |
| Champeau-en-Morvan | Kompassrose, die auf Nachbargemeinden zeigt | Villargoix                  |
|                    | Saint-Martin-de-la-Mer                      | Thoisy-la-Berchère Liernais |

## Klima
|                        | Jan  | Feb  | Mär | Apr  | Mai  | Jun  | Jul  | Aug  | Sep  | Okt  | Nov | Dez |   |      |
| Mittl. Temperatur (°C) | 2,2  | 2,5  | 5,8 | 9,2  | 12,9 | 16,7 | 18,6 | 18,4 | 15   | 11,3 | 6   | 3,1 | ⌀ | 10,2 |
| Mittl. Tagesmax. (°C)  | 4,7  | 5,8  | 9,8 | 13,4 | 16,9 | 21   | 22,9 | 22,8 | 19,1 | 14,9 | 8,7 | 5,5 | ⌀ | 13,8 |
| Mittl. Tagesmin. (°C)  | −0,1 | −0,3 | 2   | 4,8  | 8,7  | 12,3 | 14,2 | 14   | 11,1 | 8,1  | 3,6 | 0,9 | ⌀ | 6,6  |
|                        |      |      |     |      |      |      |      |      |      |      |     |     |   |      |
| Niederschlag (mm)      | 85   | 73   | 72  | 84   | 94   | 81   | 75   | 69   | 72   | 87   | 95  | 92  | Σ | 979  |
|                        |      |      |     |      |      |      |      |      |      |      |     |     |   |      |
| Sonnenstunden (h/d)    | 3,2  | 4,2  | 6,1 | 8,0  | 8,6  | 9,8  | 10,0 | 9,1  | 7,1  | 5,5  | 3,7 | 3,2 | ⌀ | 6,6  |
|                        |      |      |     |      |      |      |      |      |      |      |     |     |   |      |
| Regentage (d)          | 10   | 9    | 9   | 10   | 11   | 10   | 9    | 9    | 8    | 9    | 10  | 11  | Σ | 115  |
|                        |      |      |     |      |      |      |      |      |      |      |     |     |   |      |
| Luftfeuchtigkeit (%)   | 85   | 81   | 76  | 71   | 73   | 69   | 66   | 67   | 72   | 80   | 86  | 85  | ⌀ | 75,9 |

| −0,1 |

| −0,3 |

| 2 |

| 4,8 |

| 8,7 |

| 12,3 |

| 14,2 |

| 14 |

| 11,1 |

| 8,1 |

| 3,6 |

| 0,9 |

| −0,1 |

| −0,3 |

| 2 |

| 4,8 |

| 8,7 |

| 12,3 |

| 14,2 |

| 14 |

| 11,1 |

| 8,1 |

| 3,6 |

| 0,9 |

Das Klima ist als „(Gemäßigtes) Ozeanklima“ (Cfb-Klima) nach Köppen und Geiger klassifiziert. Es zeichnet sich durch warme Sommer und milde Winter aus. Die Luftfeuchtigkeit ist das ganze Jahr über relativ hoch.  Es gibt das ganze Jahr über deutliche Niederschläge in Saulieu. Selbst der trockenste Monat, der September, weist noch hohe Niederschlagsmengen auf. Die Angaben von Temperatur, Wassertemperatur, Niederschlag, Regentag und Luftfeuchtigkeit basieren auf Daten von 1991–2021, Sonnenstunden auf Daten von 1999–2019.

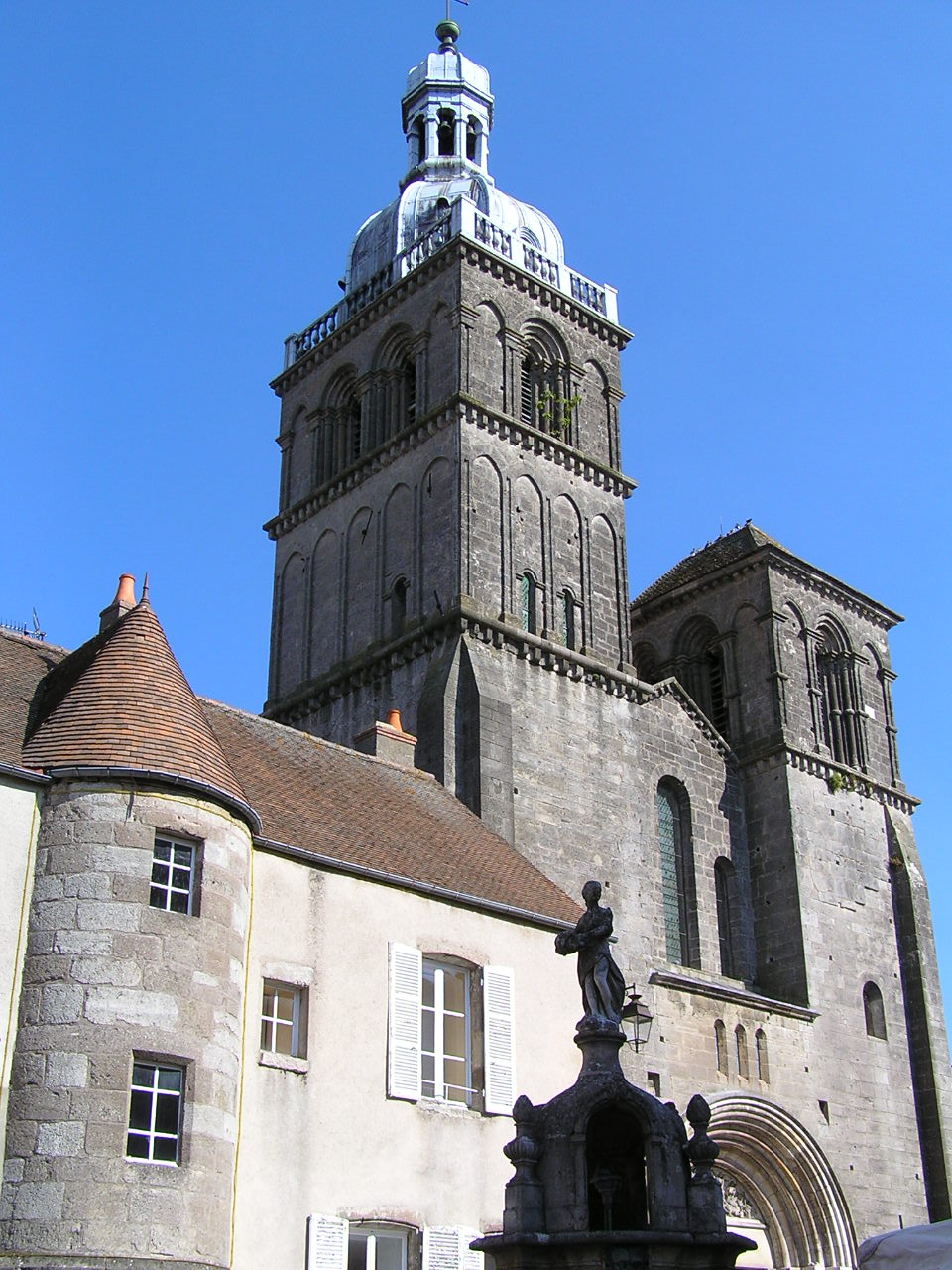
Basilika Saint-Andoche

## Geschichte
In der Region von Saulieu gab es bereits in der gallorömischen Epoche eine befestigte Siedlung. Bereits im 2. Jahrhundert sollen hier die aus Kleinasien (Smyrna) stammenden und später als heilig verehrten Missionare Andochius und Thyrsus ihr Martyrium erlitten haben. In spätantiken Schriften ist ein Ort mit Namen Sidolocus oder Sedelaucus seit dem 3. Jahrhundert verzeichnet (Antonini 360, Peutinger 657). Die Franken bauten diese Siedlung weiter aus. Im Jahr 843 werden dem westfränkischen König Karl dem Kahlen in seiner Pfalz Attigny vom Autuner Bischof mehrere Urkunden vorgelegt, in denen ein Kloster in Sedeloco genannt ist (Regesta Imperii I,2,1,366). Im 12. Jahrhundert erfolgte der Bau der Abteikirche Saint-Andoche (fälschlich auch als Kathedrale bezeichnet), womit die Stadt zu einem bedeutenden geistigen Zentrum Burgunds wurde.
Vor 1806 wurde die frühere Gemeinde Villeneuve, 1859 die frühere Gemeinde Plat-Pays-de-Saulieu eingemeindet.

## Bevölkerungsentwicklung
| Saulieu: Einwohnerzahlen von 1793 bis 2020                                                                                 | Saulieu: Einwohnerzahlen von 1793 bis 2020 | Saulieu: Einwohnerzahlen von 1793 bis 2020 | Saulieu: Einwohnerzahlen von 1793 bis 2020 | Saulieu: Einwohnerzahlen von 1793 bis 2020 |
| --- | ------------------------------------------ | ------------------------------------------ | ------------------------------------------ | ------------------------------------------ |
| Jahr |                                            |                                            |                                            | Einwohner                                  |
| 1793 | 1793                                       |                                            | 2.757                                      | 2.757                                      |
| 1800 | 1800                                       |                                            | 1.885                                      | 1.885                                      |
| 1806 | 1806                                       |                                            | 3.102                                      | 3.102                                      |
| 1821 | 1821                                       |                                            | 2.415                                      | 2.415                                      |
| 1836 | 1836                                       |                                            | 3.023                                      | 3.023                                      |
| 1841 | 1841                                       |                                            | 2.922                                      | 2.922                                      |
| 1846 | 1846                                       |                                            | 2.840                                      | 2.840                                      |
| 1851 | 1851                                       |                                            | 2.723                                      | 2.723                                      |
| 1856 | 1856                                       |                                            | 2.617                                      | 2.617                                      |
| 1861 | 1861                                       |                                            | 3.733                                      | 3.733                                      |
| 1866 | 1866                                       |                                            | 3.730                                      | 3.730                                      |
| 1872 | 1872                                       |                                            | 3.702                                      | 3.702                                      |
| 1876 | 1876                                       |                                            | 3.750                                      | 3.750                                      |
| 1881 | 1881                                       |                                            | 3.875                                      | 3.875                                      |
| 1886 | 1886                                       |                                            | 3.788                                      | 3.788                                      |
| 1891 | 1891                                       |                                            | 3.681                                      | 3.681                                      |
| 1896 | 1896                                       |                                            | 3.672                                      | 3.672                                      |
| 1901 | 1901                                       |                                            | 3.583                                      | 3.583                                      |
| 1906 | 1906                                       |                                            | 3.507                                      | 3.507                                      |
| 1911 | 1911                                       |                                            | 3.397                                      | 3.397                                      |
| 1921 | 1921                                       |                                            | 3.134                                      | 3.134                                      |
| 1926 | 1926                                       |                                            | 3.114                                      | 3.114                                      |
| 1931 | 1931                                       |                                            | 3.094                                      | 3.094                                      |
| 1936 | 1936                                       |                                            | 3.121                                      | 3.121                                      |
| 1946 | 1946                                       |                                            | 3.061                                      | 3.061                                      |
| 1954 | 1954                                       |                                            | 3.202                                      | 3.202                                      |
| 1962 | 1962                                       |                                            | 3.269                                      | 3.269                                      |
| 1968 | 1968                                       |                                            | 3.303                                      | 3.303                                      |
| 1975 | 1975                                       |                                            | 2.946                                      | 2.946                                      |
| 1982 | 1982                                       |                                            | 3.084                                      | 3.084                                      |
| 1990 | 1990                                       |                                            | 2.917                                      | 2.917                                      |
| 1999 | 1999                                       |                                            | 2.837                                      | 2.837                                      |
| 2006 | 2006                                       |                                            | 2.643                                      | 2.643                                      |
| 2013 | 2013                                       |                                            | 2.490                                      | 2.490                                      |
| 2020 | 2020                                       |                                            | 2.346                                      | 2.346                                      |
| Quelle(n): EHESS/Cassini bis 1999, INSEE ab 2006 Anmerkung(en): Ab 1962 offizielle Zahlen ohne Einwohner mit Zweitwohnsitz |                                            |                                            |                                            |                                            |

Aufgrund der Mechanisierung der Landwirtschaft und der Aufgabe von bäuerlichen Kleinbetrieben („Höfesterben“) ist die Einwohnerzahl der Gemeinde seit der Mitte des 20. Jahrhunderts deutlich zurückgegangen.

## Sehenswürdigkeiten
- Romanische Basilika Saint-Andoche (11. Jh., 12. Jh., 14. Jh. und 16. Jh.)[8] Die Kirche birgt zahlreiche Ausstattungsgegenstände, die in der Base Palissy gelistet sind, darunter eine große Anzahl, die als Monument historique der beweglichen Objekte eingeschrieben sind. Die Basilika selbst ist seit 1840 als Monument historique klassifiziert.
- Kirche Saint-Saturnin (13., 14. und 15. Jh.), seit 1925 als Monument historique eingeschrieben
- Krankenhaus und Hospiz, in der ersten Hälfte des 18. Jahrhunderts erbaut, seit 1984 in Teilen als Monument historique eingeschrieben
- Turm Auxois, errichtet 1359 als Teil der Stadtbefestigung, seit 1933 als Monument historique eingeschrieben
- Brunnen Saint-Andoche, 1760 errichtet, seit 1925 als Monument historique eingeschrieben
- Lavoir de Boignard (Waschhaus 18. Jh.)
- Musée Regional François Pompon (Musée de France)
- Le Taureau (Stier-Statue von F. Pompon)
- Café Parisien du Marché
- Das 1773 erbaute Hotel Dareau in Saulieu hat seinen ursprünglichen Umfang mit Hauptgebäude, Nebengebäuden, Ställen, Brotbackofen, Scheune, Werkstatt und Brunnen beibehalten. Auch der in drei Teile gegliederte Garten (Hof- und Lustgarten, Gemüsegarten, Obstgarten) ist erhalten geblieben. Erhalten ist auch eine bedeutende Tapetendekoration, teils aus dem Ende des 18. Jahrhunderts (Erdgeschoss), teils aus dem 19. Jahrhundert (1. Stock, chinesisches Wohnzimmer, Schlafzimmer). Das Hauptgebäude ist seit 2016  als Monument historique eingeschrieben.

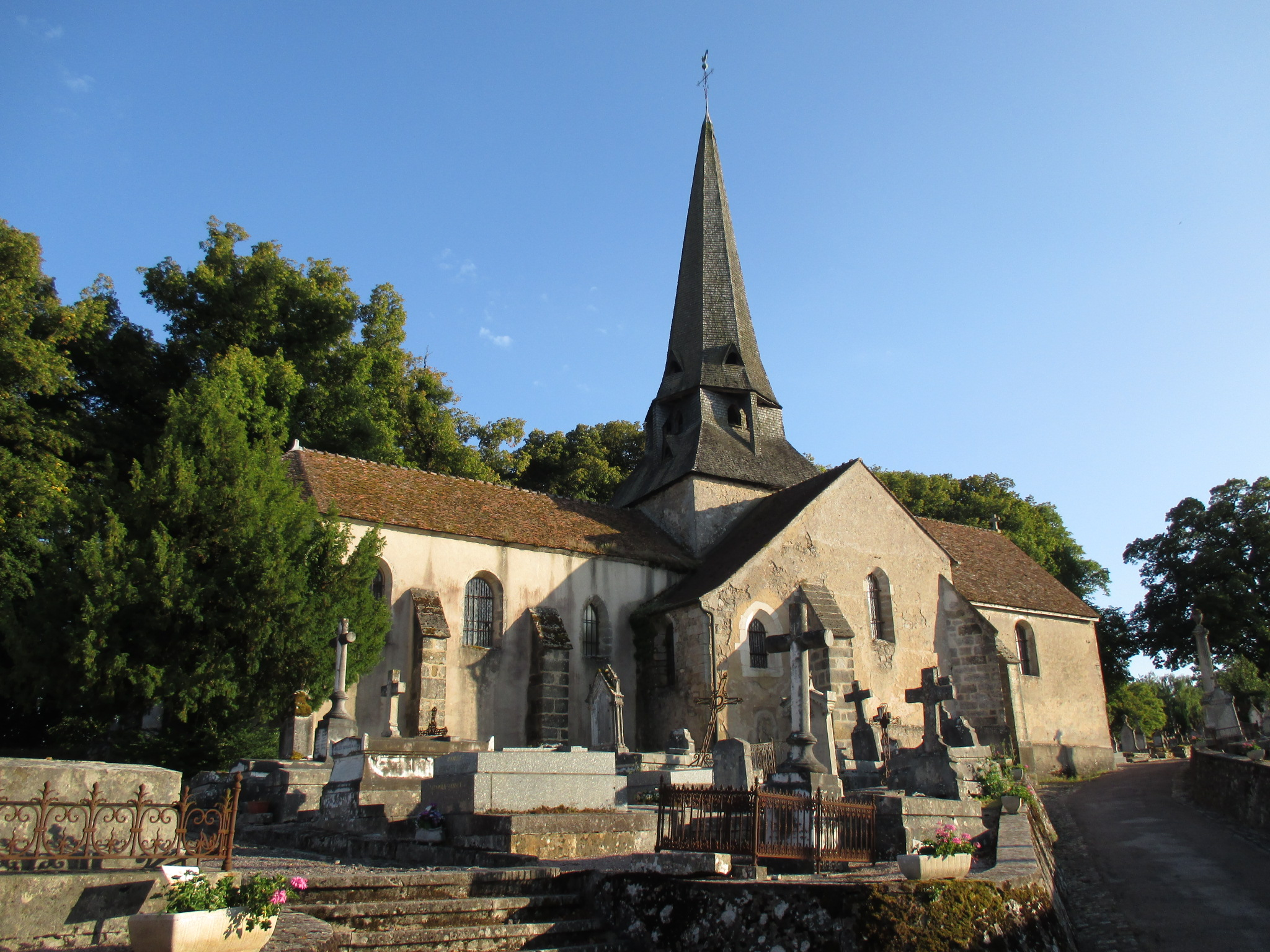
Kirche Saint-Saturnin
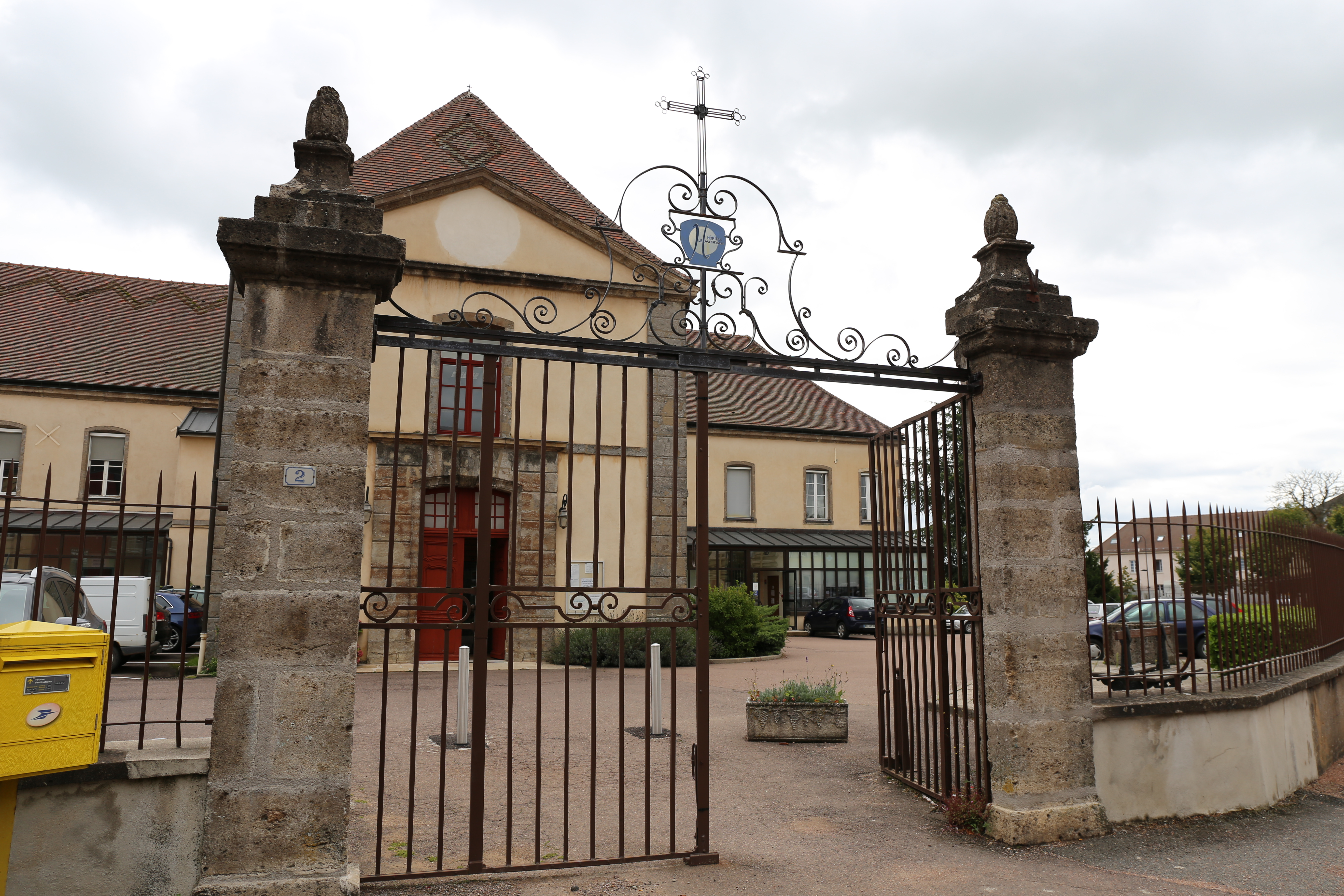
Krankenhaus und Hospiz
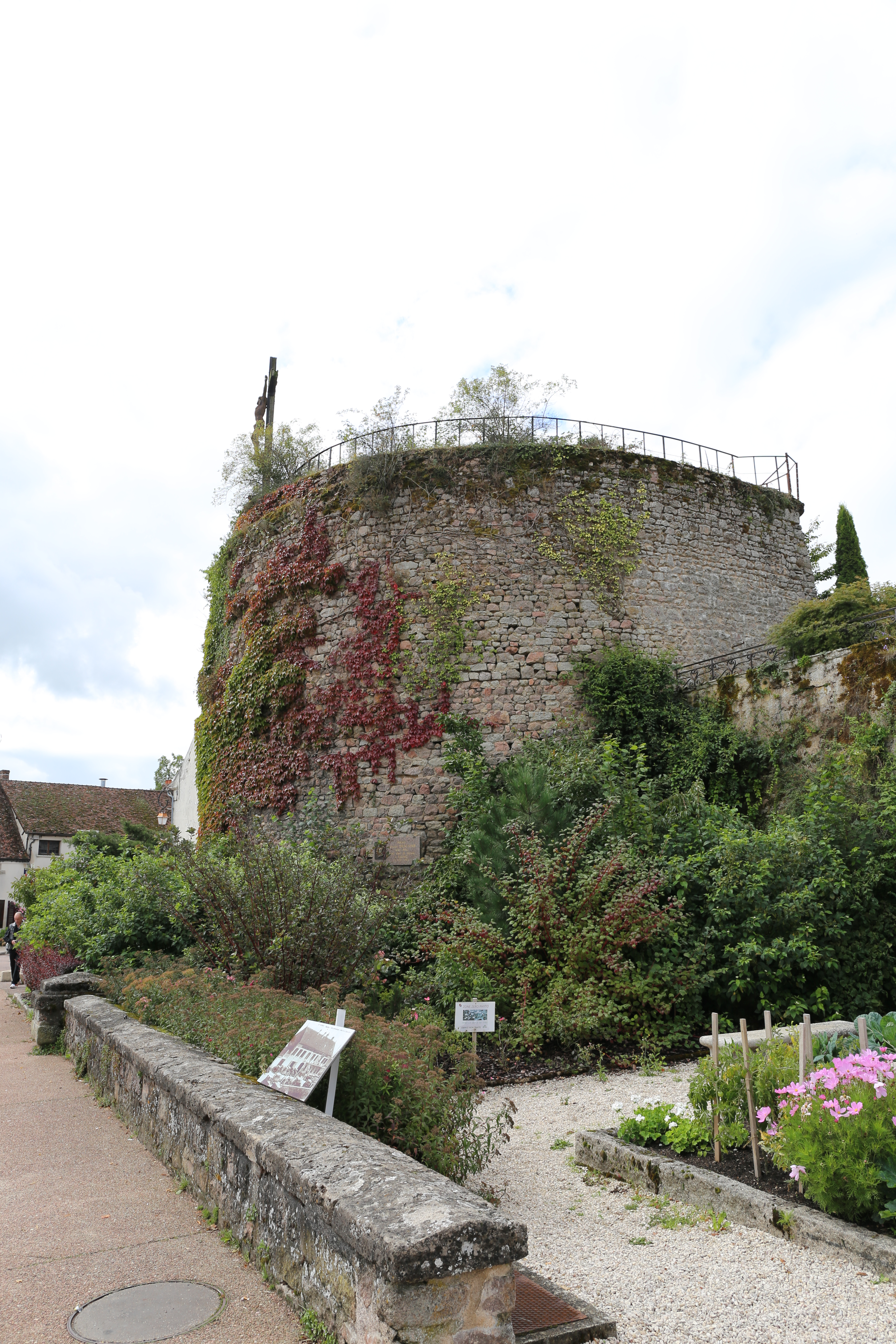
Turm Auxois
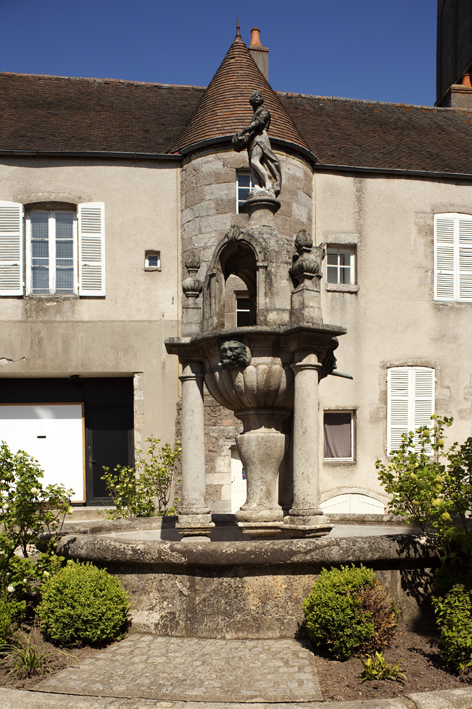
Brunnen Saint-Andoche
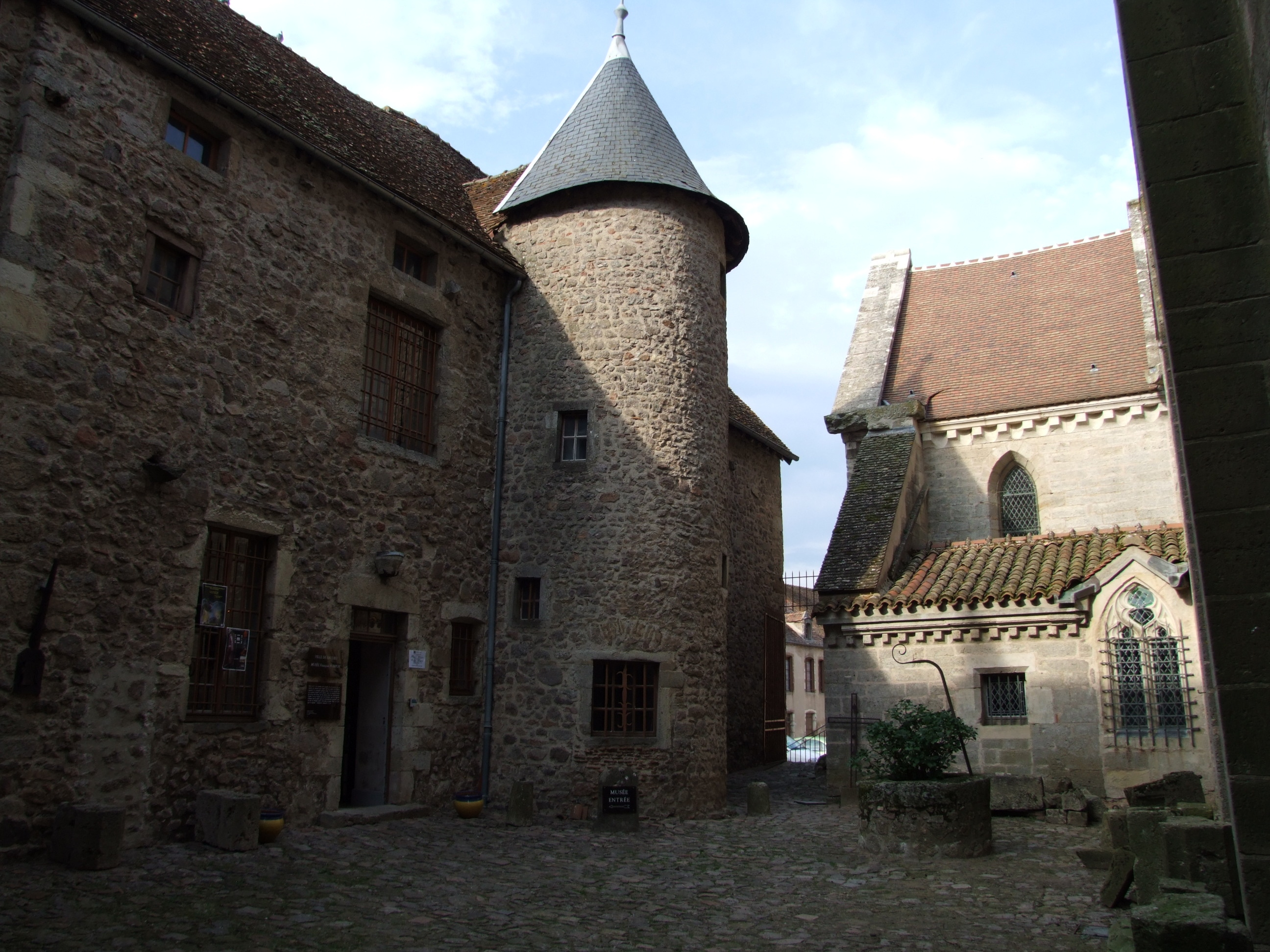
Musée Regional François Pompon
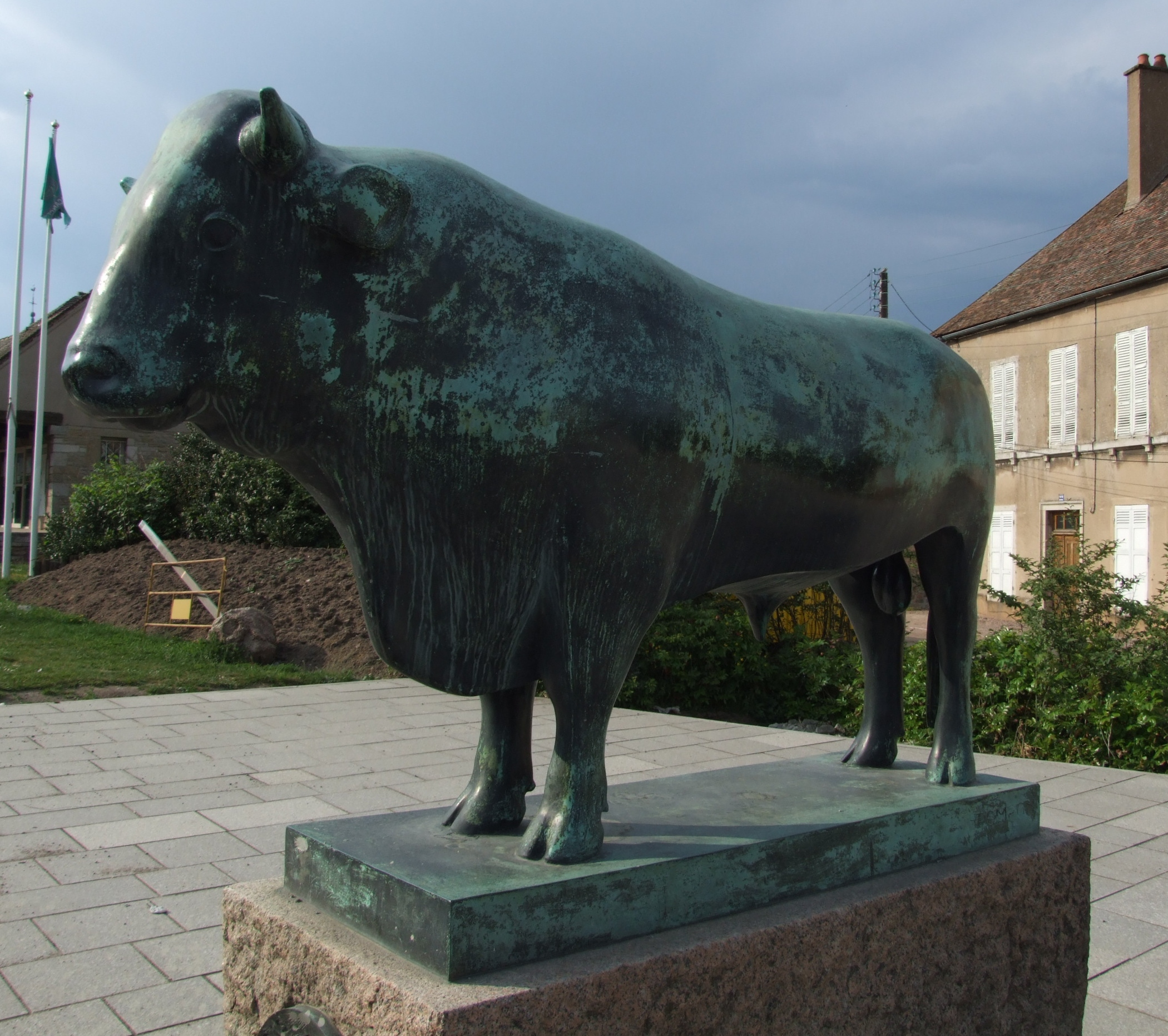
Le Taureau
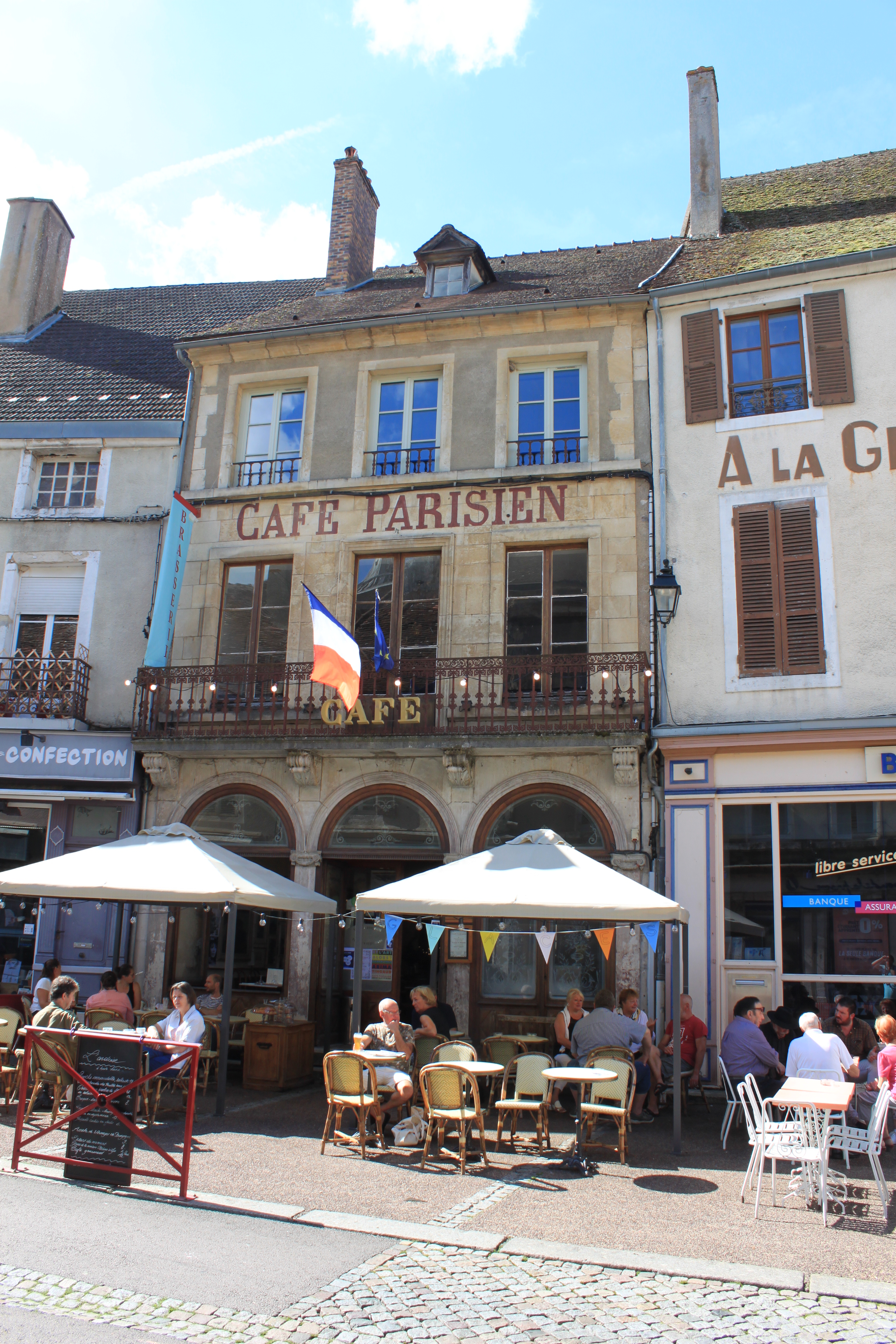
Café Parisien du Marché

## Wirtschaft
Die Landwirtschaft (Ackerbau und Viehzucht) bildete jahrhundertelang die Lebensgrundlage der Bevölkerung. Seit der Mitte des 20. Jahrhunderts spielt auch der Tourismus (Hotels, Restaurants) eine bedeutende Rolle.

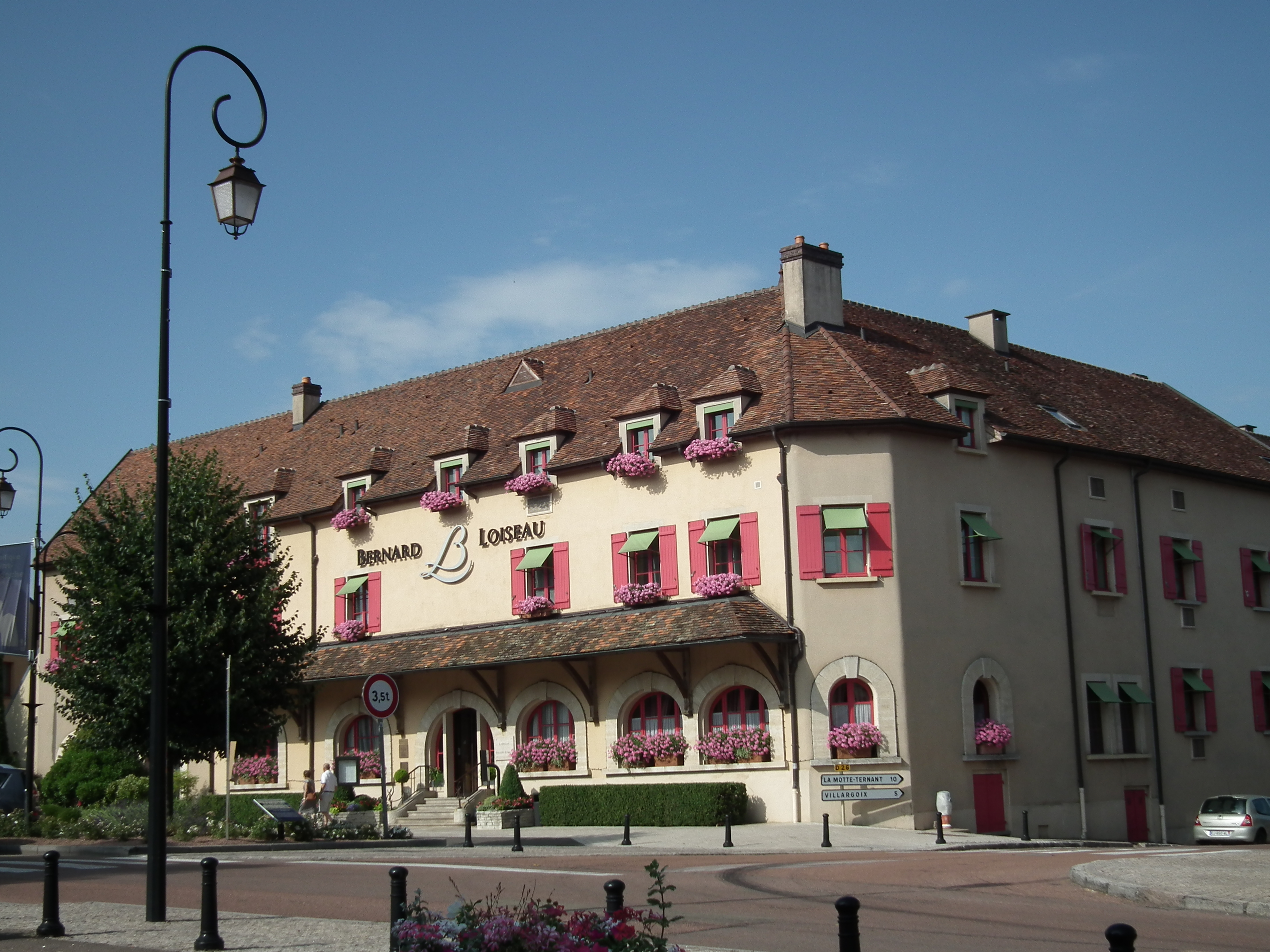
Restaurant Le Relais Bernard Loiseau

## Gastronomie
Das Restaurant La Côte d'Or (seit 2003 Le Relais Bernard Loiseau) wurde mehrfach mit drei Sternen vom Guide Michelin ausgezeichnet:
- 1932–1964: Alexandre Dumaine (1895–1974), drei Sterne von 1935–1964
- 1975–2003: Bernard Loiseau (1951–2003), drei Sterne von 1991–2003
- Seit 2003: Patrick Bertron (* 1962), drei Sterne von 2004–2015, derzeit zwei Sterne

Seit dem Jahr 2010 steht der Speisesaal des Hotel/Restaurants als Monument historique unter Denkmalschutz.

## Verkehr
Saulieu liegt an einer Kreuzung mehrerer wichtiger Departementsstraßen: D906 (ehemalige Route nationale 6), D980 (ehemalige Route nationale 80), D977bis (ehemalige Route nationale 77bis), D15. Ein Netz kleiner lokaler Straßen erschließt die Dörfer und Weiler der Gemeinde.
Busse von vier Linien der regionalen Transportgesellschaft fahren die Stadt an und verbinden sie mit Avallon, Autun, Montbard, Saint-Martin-de-la-Mer, Beaune und Dijon.

## Gemeindepartnerschaften
- Philippeville in Wallonien in Belgien, seit 1961
- Gau-Algesheim in Rheinhessen in Deutschland, seit 1972
- Caprino Veronese in Venetien in Italien, seit 2003

## Persönlichkeiten
- Claude Sallier (1685–1761), französischer Orientalist, Bibliothekar und Mitglied der Académie française, in Saulieu geboren
- François Pompon (1855–1933), französischer Bildhauer, in Saulieu geboren
- Alexandre Dumaine (1895–1974), französischer Drei-Sterne-Koch
- Marcel Roclore (1897–1966), französischer Arzt und Politiker, in Saulieu geboren
- Yves Afonso (1944–2018), französischer Schauspieler, in Saulieu geboren
- Jean-Marc Tingaud (* 1947), französischer Fotograf, in Saulieu geboren
- Bernard Loiseau (1951–2003), französischer Drei-Sterne-Koch
- Patrick Bertron (* 1962), französischer Drei-Sterne-Koch